# Abdus Salam
Mohammad Abdus Salam (tiếng Punjab: محمد عبد السلام), KBE là một nhà vật lý người Pakistan. Ông cùng Sheldon Lee Glashow và Steven Weinberg giành Giải Nobel Vật lý năm 1979 cho những nghiên cứu lý thuyết thống nhất tương tác yếu và tương tác điện tử giữa các hạt cơ bản, tiên đoán sự tồn tại của dòng trung hòa yếu. Ba người họ độc lập với nhau chứng minh được lực hạt nhân yếu và điện động lực học lượng tử có thể thống nhất với nhau thành một lý thuyết chung là lý thuyết lực điện - yếu. Ông là một trong những nhà vật lý Pakistan đầu tiên giành giải thưởng này. Vào năm 1984, ông cùng Remo Ruffini sáng lập các cuộc gặp Marcel Grossmann (Marcel Grossmann Meetings). Tên của Salam đã được dùng để đặt tên cho Giải thưởng Abdus Salam.